# Fuþark

Fuþark starszy

Fuþark (fuþąrk) młodszy w dwóch odmianach: u góry - duńskiej, u dołu - szwedzko-norweskiej

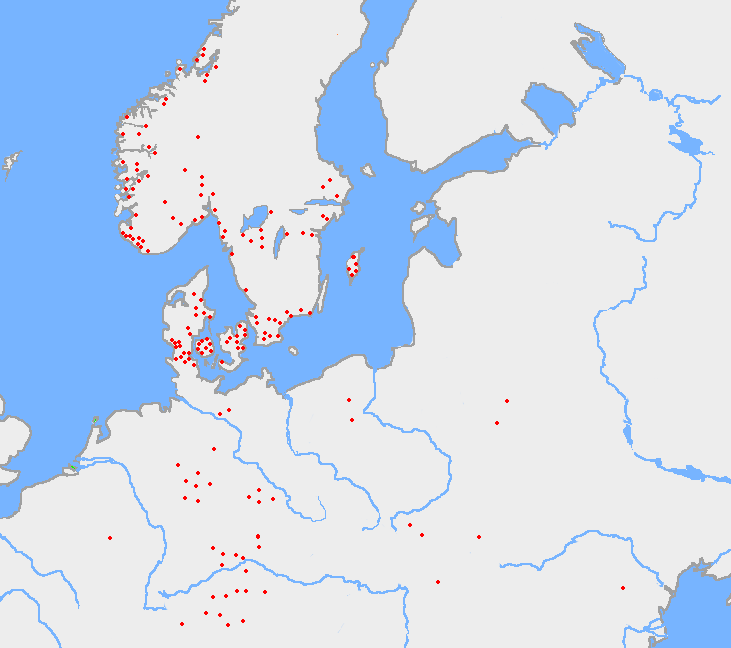
Znaleziska fuþarku starszego

Fuþark lub futhark – nazwa jednego z alfabetów runicznych.
Nazwa alfabetu „fuþark” powstała z początkowych liter sześciu pierwszych run:
Fehu
Uruz
Þurisaz
Ansuz
Raido
Kaunan
Był to najstarszy typ pisma północnoeuropejskiego, używany przez plemiona germańskie. W Skandynawii (w Norwegii, na Gotlandii i na wyspach duńskich) odnaleziono najstarsze zapiski pochodzące z III i IV w.
Fuþark „starszy” (używany do około VII w.) składał się z 24 symboli, a fuþark „młodszy” (VII–XIII w.) – z 16. Fuþark „młodszy” występował w dwóch odmianach, szwedzko-norweskiej i duńskiej.
Na wyspach brytyjskich fuþark uległ ewolucji i był tam znany jako fuþork, zawierający 33 znaki. W tym alfabecie runicznym spisano m.in. Beowulfa. Fuþork, zanim został wyparty przez alfabet łaciński, był używany w kilku odmianach. Funkcjonował do X wieku.
W latach dwudziestych XX wieku powstał sztucznie stworzony przez Guido von Lista fuþark armaniczny, posiadający 18 znaków runicznych.
Znaki runiczne, poza swoją funkcją alfabetyczną, były i są używane jako narzędzie do przepowiadania przyszłości.